# 南瓜妮歌迷俱樂部
南瓜妮歌迷俱樂部（Pumpkinney Fan Club）是台灣搖滾樂團，由主唱柯家洋、吉他手何俊葦（小青蛙）、貝斯手陳弘禮（弘禮）組成。近年台灣獨立音樂圈知名樂團之一。作品：《微光》、《果陀》、專輯《他我》，以英式、迷幻、電子等不同曲風征戰各大校園與國際舞台。

## 成軍
南瓜妮歌迷俱樂部成立於2009年夏末，為了報名金旋獎而臨時取名，主唱家洋想到一個水果「南瓜」(其實南瓜並非水果)，團名遂成「南瓜妮歌迷俱樂部」，組團後隨即在全台大專院校最具影響力的金旋獎創作音樂比賽中，共拿下樂團創作組第二名、樂團創作組最佳人氣獎、最佳吉他手及最佳貝斯手等四項大獎，受到音樂圈內的高度關注。
2012年，台灣最大的音樂創作發表平台StreetVoice街聲網站宣告「南⽠妮歌迷俱樂部」為年度十大新團，其後活躍于各大音樂節演出，2014年更獨力完成10所校園巡迴，其後數年間屢次受邀參加臺北、上海的Simple Life 簡單生活節。
發行過《微光》、《果陀》、《海王星》三張EP，南⽠妮歌迷俱樂部以迷幻且粗糙的聲響和內斂的表演⾵風格著稱。曲風多變的他們，時而迷幻墜落、時而溫柔內斂，無可救藥的悲傷卻也帶著愛情的悸動浪漫，受到英式、迷幻、電子等不同⾳樂影響的樂團成員，加上主唱柯家洋深厚的嗓音和抑鬱的旋律，藉由歌詞表達屬於他們獨特的世界觀。

## 專輯
南瓜妮歌迷俱樂部 PUMPKINney Fan Club 成立於2009年夏末，發行過《微光》、《果陀》、《海王星》三張EP，以迷幻且粗糙的聲響和內斂的表演⾵風格著稱。成軍九年，南瓜妮歌迷俱樂部首張專輯《他我 Alter Ego》發行十首歌，十個人物側寫，在那些故事裡，每一句描述都是一面鏡子，反映的其實是自己，真真切切在乎的事。

## 演出作品

### 電視劇
- 2021年 《接招吧！製作人》

## 獎項紀錄
| 年份 | 屆次         | 專輯/單曲        | 獎項       | 入圍             | 結果   |
| ---- | ------------ | ---------------- | ---------- | ---------------- | ------ |
| 2009 | 第26屆金旋獎 | 南瓜妮歌迷俱樂部 | 樂團創作組 | 南瓜妮歌迷俱樂部 | 第二名 |
| 2009 | 第26屆金旋獎 | 南瓜妮歌迷俱樂部 | 最佳人氣獎 | 南瓜妮歌迷俱樂部 | 獲獎   |
| 2009 | 第26屆金旋獎 | 南瓜妮歌迷俱樂部 | 最佳吉他手 | 李孝祖           | 獲獎   |
| 2009 | 第26屆金旋獎 | 南瓜妮歌迷俱樂部 | 最佳貝斯手 | 張永正           | 獲獎   |

| 年份 | 屆次            | 專輯               | 獎項           | 入圍               | 結果 |
| ---- | --------------- | ------------------ | -------------- | ------------------ | ---- |
| 2018 | 第9屆金音創作獎 | 《他我 Alter Ego》 | 最佳搖滾專輯獎 | 《他我 Alter Ego》 | 提名 |

| 年份 | 屆次         | 專輯               | 獎項       | 入圍               | 結果 |
| ---- | ------------ | ------------------ | ---------- | ------------------ | ---- |
| 2019 | 第30屆金曲獎 | 《他我 Alter Ego》 | 最佳樂團獎 | 《他我 Alter Ego》 | 提名 |